# Hotel Costiera
Hotel Costiera är en italiensk dramakomediserie som har premiär den 24 september 2025 på strömningstjänsten Prime Video. Serien som består av sex avsnitt är skapad av Francesco Arlanch och Elena Bucaccio.

## Handling
När Daniel De Luca tvingas lämna USA och sin karriär inom militären flyttar han till den soliga Amalfikusten som osar av glamour och rikedom. Daniel bor gratis på ett lyxhotell i utbyte mot att han arbetar för ägaren, Augusto.

## Rollista (i urval)
- Jesse Williams – Daniel "DD" De Luca
- Maria Chiara Giannetta
- Jordan Alexandra
- Antonio Gerardi
- Sam Haygarth
- Tommaso Ragno
- Pierpaolo Spollon
- Alejandra Onieva
- Jean-Hugues Anglade